# Да Круш, Осеану
Осеану Андраде да Круш (порт. Oceano Andrade da Cruz; род. 29 июля 1962, Сан-Висенти, Кабо-Верде), или просто Осеану, — португальский футболист и тренер, выходец из Кабо-Верде. Участник чемпионата Европы 1996 года. С 2019 года занимает пост ассистента главного тренера сборной Колумбии.

## Клубная карьера
Осеану родился в Кабо-Верде на острове Сан-Висенти, однако в детском возрасте с семьёй эмигрировал в Португалию. Свою профессиональную футбольную карьеру начал в «Алмаде», клубе одного из низших португальских дивизионов; позднее выступал в клубах второй лиги «Одивелаше» и «Насьонале», пока накануне сезона 1984/85 контракт с ним не подписал лиссабонский «Спортинг».
В течение семи лет выступлений за «зелёно-белых» Осеану являлся твёрдым игроком основного состава. В 1991 году Осеану вместе с одноклубником Карлосом Хавьером был приглашён бывшим тренером «Спортинга» Джоном Тошаком в «Реал Сосьедад». После трёх сезонов, проведённых в испанском клубе, в 1994 году оба футболиста вернулись в состав «львов». Осеану защищал цвета «Спортинга» вплоть до окончания сезона 1997/98, после чего в возрасте 36 лет перебрался во французскую «Тулузу», отыграв в которой год, завершил карьеру игрока.

## Карьера в сборной
Дебют Осеану за национальную сборную Португалии состоялся 30 января 1985 года — в товарищеском матче против Румынии он отыграл один из таймов. На протяжении 90-х годов являлся одним из лидеров сборной, принял участие в матчах Евро-1996, дойдя с командой до четвертьфинала.
Голы за сборную Португалии
| # | Дата            | Место                                               | Противник   | Счёт | Итог | Соревнование         |
| - | --------------- | --------------------------------------------------- | ----------- | ---- | ---- | -------------------- |
| 1 | 16 января 1991  | Ноу Эстади Касталья, Кастельон-де-ла-Плана, Испания | Испания     | 0:1  | 1:1  | товарищеский матч    |
| 2 | 12 февраля 1992 | Эштадиу да Луш, Лиссабон, Португалия                | Нидерланды  | 1:0  | 2:0  | товарищеский матч    |
| 3 | 11 ноября 1992  | Стад де Пари, Париж, Франция                        | Болгария    | 2:1  | 2:1  | товарищеский матч    |
| 4 | 10 февраля 1993 | Эштадиу де Сан-Луис, Фару, Португалия               | Норвегия    | 1:0  | 1:1  | товарищеский матч    |
| 5 | 10 ноября 1993  | Эштадиу да Луш, Лиссабон, Португалия                | Эстония     | 2:0  | 3:0  | квалификация ЧМ 1994 |
| 6 | 19 января 1994  | Балаидос, Виго, Испания                             | Испания     | 2:2  | 2:2  | товарищеский матч    |
| 7 | 18 декабря 1994 | Эштадиу да Луш, Лиссабон, Португалия                | Лихтенштейн | 3:0  | 8:0  | квалификация ЧЕ 1996 |
| 8 | 27 марта 1996   | Ду Рештелу, Лиссабон, Португалия                    | Греция      | 1:0  | 1:0  | товарищеский матч    |

## Тренерская карьера
По окончании карьеры игрока Осеану несколько лет проработал телекомментатором, пока в 2008 году после назначения Португальской футбольной федерацией на пост главного тренера сборной Карлуша Кейруша не был принят на работу в департамент скаутов. В августе 2009 года Осеану был назначен на пост главного тренера молодёжной сборной Португалии и в первом же своём матче у руля команды одержал победу над североирландцами. Однако после неудачно проведённого отбора к чемпионату Европы 2011 года соглашение со специалистом было расторгнуто.
В марте 2011 года Осеану вернулся в «Спортинг» и был включён в тренерский штаб и. о. главного тренера Жозе Коусейру, а спустя год занял аналогичный пост в клубе «Униан Лейрия». Сезон 2012/13 начал в роли наставника резервистов «Спортинга», выступавшей во второй португальской лиге, а 4 октября 2012 года после ухода Рикарду Са Пинту был назначенен исполняющим обязанности главного тренера основной команды «львов». Под руководством Осеану «бело-зелёные» провели четыре официальных матча, потерпев три поражения и сыграв один раз вничью. После назначения на вакантную должность Франка Веркаутерена португалец вошёл в его тренерский штаб.
В марте 2014 года накануне чемпионата мира Осеану был приглашён Карлушем Кейрушем, с которым он в своё время сотрудничал в португальской «молодёжке», на работу в сборную Ирана. После совместной пятилетней работы с азиатами дуэт перебрался в Южную Америку, где возглавил национальную команду Колумбии.

## Достижения
Командные
 «Спортинг»
- Обладатель Кубка Португалии: (1) 1994/95
- Обладатель Суперкубка Португалии: (2) 1987, 1995